# U-próba
A matematikai statisztikában több u-próbát is ismerünk. Szűkebb értelemben ezek az
- egymintás u-próba és a
- kétmintás u-próba.

Mindkét próba a statisztikai hipotézisvizsgálatok közül a paraméteres próbák közé tartozik. A két próba nagyon hasonló matematikai háttérrel rendelkezik, alkalmazási feltételeikben s nullhipotéziseikben is nagyon sok hasonlóság van.
- Tágabb értelemben a matematikai statisztikában általában is szoktak u-próbaként, vagy u-próbákként utalni minden olyan próbára, melyben a próbastatisztika standard normális eloszlást követ.

Ha az u-próba kifejezéssel találkozunk, és nincs pontosabban meghatározva, hogy melyik u-próbát kell érteni alatta, akkor vélhetően az egymintás u-próbáról van szó.

## Analógia más statisztikai próbákkal
A fenti két próba rokonítható rendre az egymintás és a kétmintás t-próbához, mivel páronként ugyanazt a nullhipotézist vizsgálják ugyanolyan adottságok mellett.
Az egymintás esetben a hasonlóság még nagyobb, ugyanis az egymintás t-próba képlete csak annyiban tér el az egymintás u-próbáétól, hogy benne az előre megadott szórás helyén a minta alapján becsült szórás áll. Sőt, az egymintás t- és u-próba a legtöbb alkalmazási feltételben is azonos. Különbség a két próba között – az alkalmazás szintjén – mindössze egy feltételben van, mégpedig abban, hogy az egymintás t-próba nem igényli a vizsgált valószínűségi változó szórásának ismeretét, míg az egymintás u-próba esetében ez eleve adott kell, hogy legyen. (A matematikai háttérben az eltérés nagyobb.)
A kétmintás u-próbához nem a kétmintás t-próba, hanem a Welch-próba áll ugyanolyan közel, mint az egymintás u-hoz az egymintás t.